# Enseñanza de las ciencias

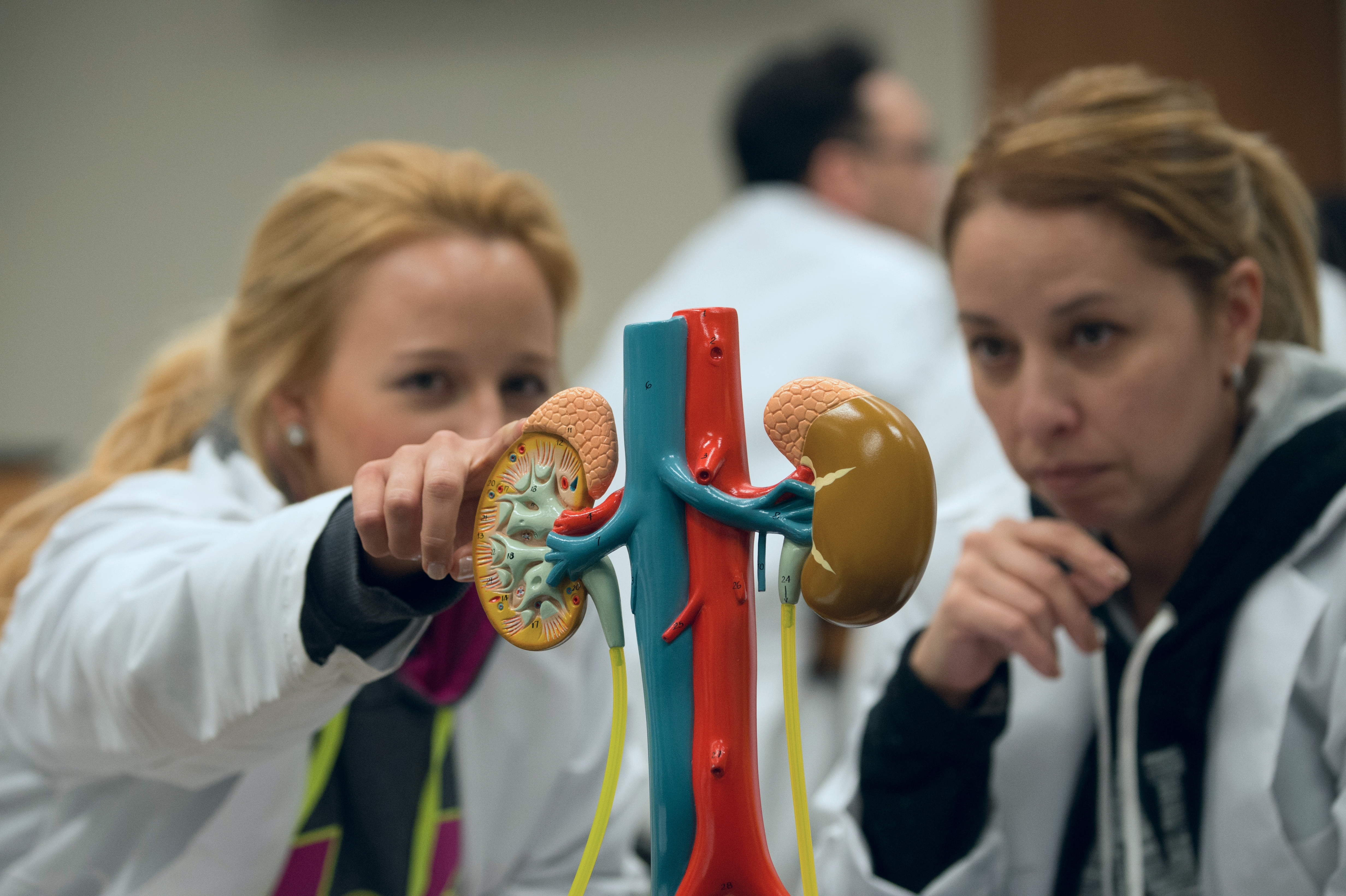
Estudiantes aprenden sobre la anatomía y funcionamiento de los riñones en el ser humano utilizando un modelo.

La enseñanza de las ciencias es el ámbito relacionado con el intercambio y transmisión de conocimiento, contenido y procesos científicos con individuos que tradicionalmente no se consideran parte de la comunidad científica. Los estudiantes pueden ser niños, estudiantes universitarios o adultos dentro del público en general; el campo de la enseñanza de las ciencias comprende trabajos sobre los contenidos de las ciencias, los procesos que utiliza la ciencia (el método científico), algunas ciencias sociales y algunas pedagogías de la enseñanza. Los currículos y guías para la enseñanza de la ciencia brindan expectativas para el desarrollo de la comprensión por parte de los estudiantes a lo largo de todo el curso de su educación primaria y secundaria y más allá. Las materias tradicionales incluidas en los currículos son física, ciencias de la vida, ciencias de la tierra, ciencias del espacio y ciencias humanas.

## Historia
Hacia mediados del siglo XIX en una serie de países tales como Inglaterra, Francia y Alemania se comenzó a promover la enseñanza de la "ciencia pura" y el entrenamiento del "hábito científico". El movimiento educativo progresista de la época apoyó la ideología del entrenamiento mental a través de las ciencias. Algunas instituciones enfatizaron la capacitación pre-profesional por separado en la educación secundaria de ciencias. De esta manera, también se desarrollarían los futuros dirigentes que debían seguir pujando por el desarrollo y enseñanza de las ciencias.
El desarrollo inicial de la enseñanza de las ciencias se vio demorado por la falta de docentes calificados. Un desarrollo clave fue la fundación de juntas escolares u otros organismos que comenzaron a analizar y definir los planes de estudios de las escuelas; otro factor importante fue el comienzo de cursos para formar profesores de ciencias capacitados. En el caso de Inglaterra se destacó la influencia de Thomas Henry Huxley.
En los Estados Unidos la enseñanza de las ciencias fue muy irregular y dispersa antes de su estandarización en la década de 1890. El desarrollo de un currículo de ciencias en los EE. UU. surgió gradualmente luego de un debate extenso entre dos ideologías, ciencia ciudadana y capacitación preprofesional. Como resultado de una conferencia de 30 destacados educadores secundarios y universitarios en Florida, se nombró un Comité de los Diez en 1892 que tenía autoridad para organizar reuniones y designar comités temáticos de las principales asignaturas impartidas en las escuelas secundarias de EE. UU. El comité estaba compuesto por diez educadores (todos hombres) y fue presidido por Charles Eliot de la Universidad de Harvard. El Comité de los Diez se reunió y nombró nueve comités de conferencias (latín, griego, inglés, otras lenguas modernas, matemáticas, historia, gobierno civil y economía política, y tres en ciencias). Los tres comités de conferencia designados para la ciencia fueron: Física, Astronomía y Química (1); historia natural (2); y geografía (3). Cada comité, designado por el Comité de los Diez, estaba compuesto por diez destacados especialistas de colegios y escuelas normales y secundarias. Cada comité se reunió en una ubicación diferente en los EE. UU. Los tres comités de ciencia se reunieron durante tres días en el área de Chicago. Los informes del Comité se presentaron al Comité de los Diez, que se reunió durante cuatro días en Nueva York, para crear un informe completo. En 1894, se publicaron los resultados del trabajo de estos comités de conferencia.
Según el Comité de los Diez, el objetivo de la escuela secundaria era preparar a todos los estudiantes para la vida, contribuyendo a su bienestar y el de la sociedad. Otro objetivo enunciado fue preparar a algunos estudiantes para tener éxito en la universidad.
Este comité se pronunció a favor del enfoque de la ciencia ciudadana enfocado en promover el desarrollo de las habilidades mentales y no consideró conveniente que el rendimiento en los estudios de ciencias fuera una variable a considerar para determinar el ingreso a la universidad. Por su parte en Inglaterra se alentó su modelo propio. El modelo de currículo adoptado por los Estados Unidos se caracterizó por:
- La enseñanza de la ciencia en la escuela primaria debe concentrase en los fenómenos naturales simples, por medio de experimentos que se realizan fuera "en el campo."
- La enseñanza de la ciencia en la escuela debe concentrase en el trabajo en laboratorio y el Comité preparó una lista de experimentos específicos
- Enseñanza de los hechos y los principios
- Preparación para la universidad

## Pedagogía

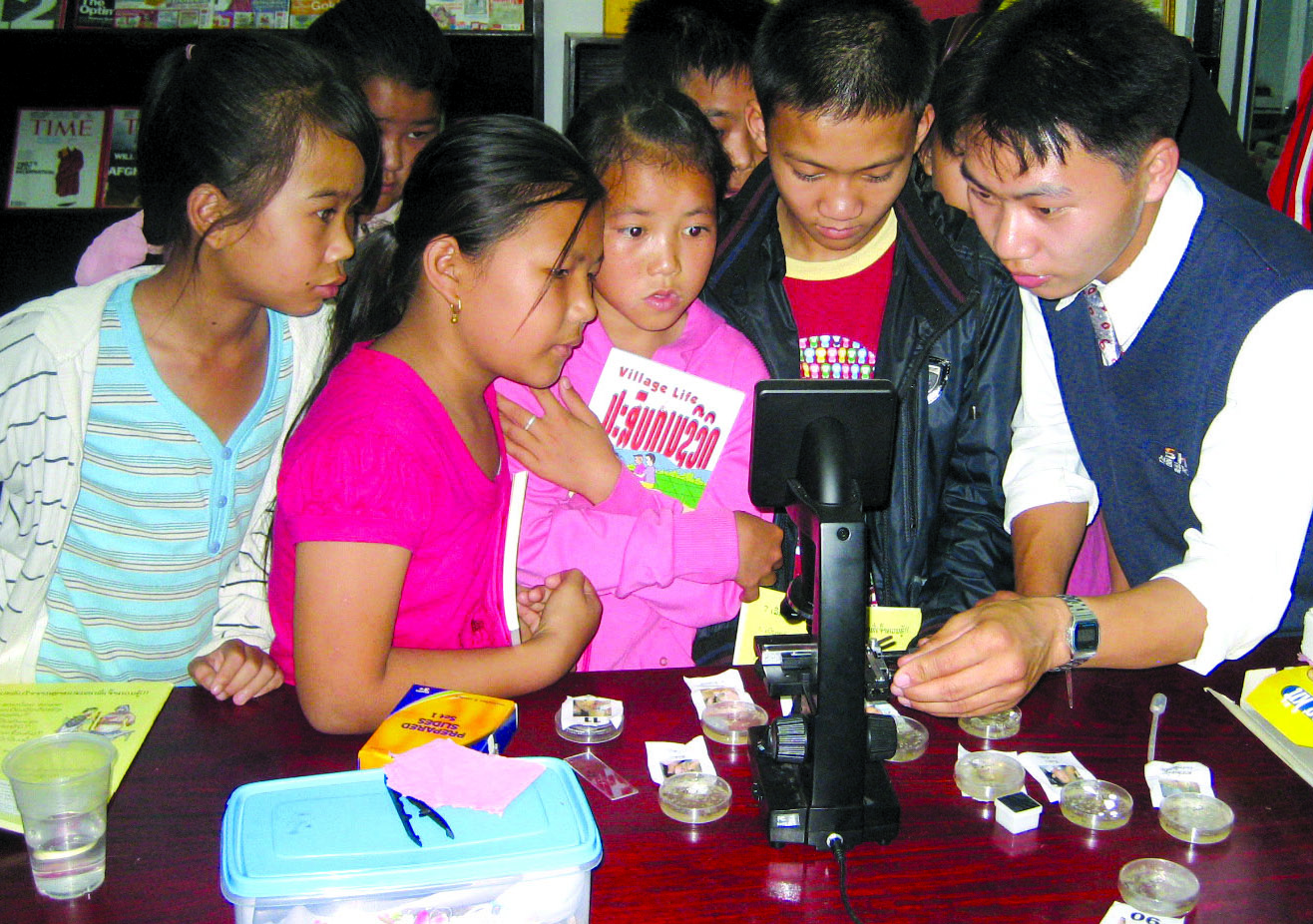
Jóvenes estudiantes de Laos utilizan por primera vez un microscopio, para examinar bacterias durante una actividad de "Descubrimiento".

Si bien la percepción común de la educación científica puede ser simplemente aprender hechos de memoria, la educación científica en la historia reciente también se enfoca generalmente en la enseñanza de conceptos científicos y en abordar conceptos erróneos o preconceptos que los alumnos pueden tener con respecto a conceptos científicos u otro contenido. La educación científica ha sido fuertemente influenciada por el pensamiento constructivista. El constructivismo en la educación científica ha sido conformado sobre la base de un extenso programa de investigación sobre el pensamiento y el aprendizaje de los estudiantes en ciencias, y en particular explorando cómo los maestros pueden facilitar el cambio conceptual hacia el pensamiento científico canónico. El constructivismo enfatiza el rol activo del alumno, y la importancia del conocimiento y la comprensión actuales en facilitar el aprendizaje, y la importancia de la enseñanza que proporciona un nivel óptimo de orientación para los alumnos.

### Metodología de descubrimiento guiado
Conjuntamente con John Dewey, Jerome Bruner, y muchos otros Arthur Koestler realiza una crítica a la educación contemporánea de las ciencias y propone su reemplazo por una metodología de descubrimiento guiado: 
Para obtener placer del arte del descubrimiento, al igual que sucede con otras artes, el consumidor- en este caso el estudiante, se debe hacer reviva en cierta medida, el proceso creativo. En otras palabras, debe ser inducido, con la ayuda y la orientación adecuadas, a hacer algunos de los descubrimientos fundamentales de la ciencia por sí mismo, a experimentar en su propia mente algunos de esos destellos de visión que han marcado su camino. . . . El método tradicional de confrontar al estudiante no con el problema sino con la solución final, significa privarlo de toda emoción, [eliminar] el impulso creativo, [reducir] la aventura de la humanidad a un montón polvoriento de teoremas.
Se encuentran disponibles ilustraciones específicas que ayudan a comprender esta metodología.